# Walter Slezak
Walter Slezak, född 3 maj 1902 i Wien i Österrike-Ungern, död 21 april 1983 i Flower Hill i delstaten New York, var en österrikisk-amerikansk skådespelare.

## Biografi
Walter Slezak var son till operasångaren Leo Slezak. Han debuterade 1922 i den österrikiska filmen Sodom und Gomorrha. Han debuterade 1930 på Broadway och gjorde 1942 sin första amerikanska film Baronessan går under jorden (Once Upon a Honeymoon).
Han fick 1955 en Tony Award för sin roll i Broadwayproduktionen Fanny.
Walter Slezak tog sitt liv genom att skjuta sig själv. Hans grav finns på begravningsplatsen Egern i Bayern.

## Filmografi i urval
- 1942 – Baronessan går under jorden
- 1944 – Prinsessan och piraten
- 1945 – Det enda vittnet
- 1947 – Born to Kill
- 1947 – Sinbad sjöfararen
- 1949 – Tomtar på loftet
- 1962 – Bröderna Grimms underbara värld
- 1968 – Heidi